# Носа-Сеньора-ду-Ливраменту (Бразилия)
Носа-Сеньора-ду-Ливраменту (порт. Nossa Senhora do Livramento) — муниципалитет в Бразилии, входит в штат Мату-Гросу. Составная часть мезорегиона Юго-центральная часть штата Мату-Гроссу. Входит в экономико-статистический микрорегион Куяба. Население составляет 13 361 человек на 2006 год. Занимает площадь 5192,568 км². Плотность населения — 2,6 чел./км².

## История
Город основан в 1885 году.

## Статистика
- Валовой внутренний продукт на 2003 год составляет 44 848 964,00 реалов (данные: Бразильский институт географии и статистики).
- Валовой внутренний продукт на душу населения на 2003 год составляет 3503,55 реала (данные: Бразильский институт географии и статистики).
- Индекс развития человеческого потенциала на 2000 год составляет 0,655 (данные: Программа развития ООН).